# 床次正精

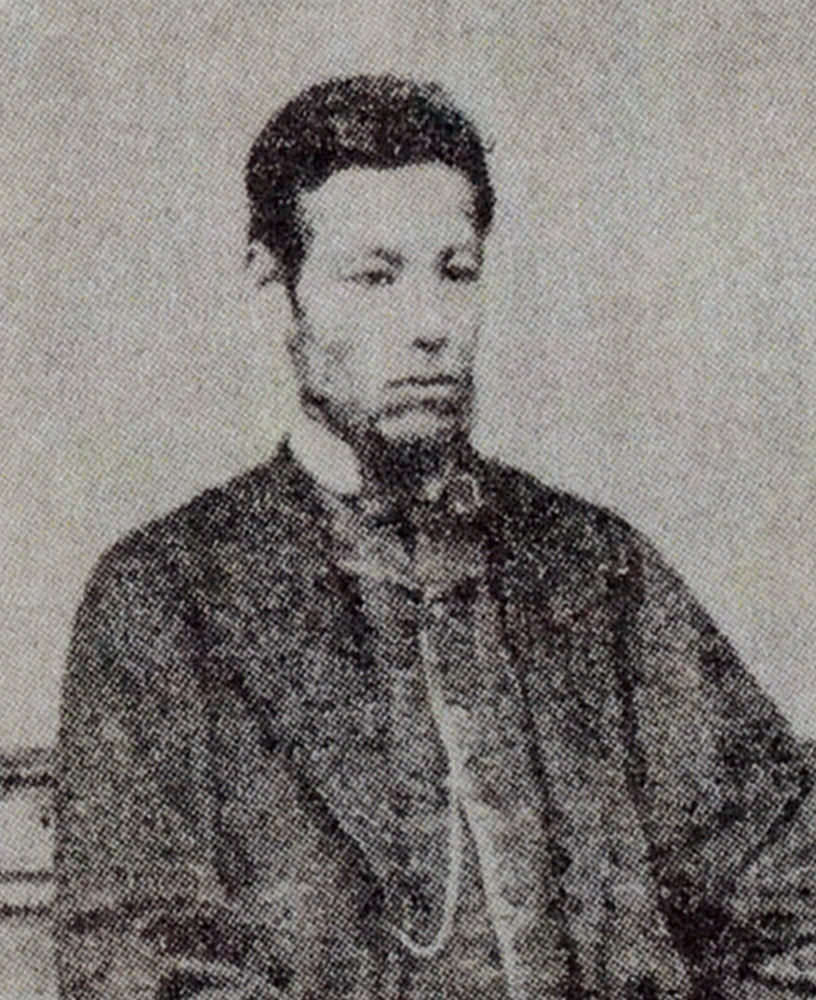
床次正精

床次 正精（とこなみ まさよし、画家としての読みは「とこなみ せいせい」、1842年（天保13年） - 1897年（明治30年）10月21日）は日本の検事・判事、洋画家。
息子に床次竹二郎がいる。

## 生涯

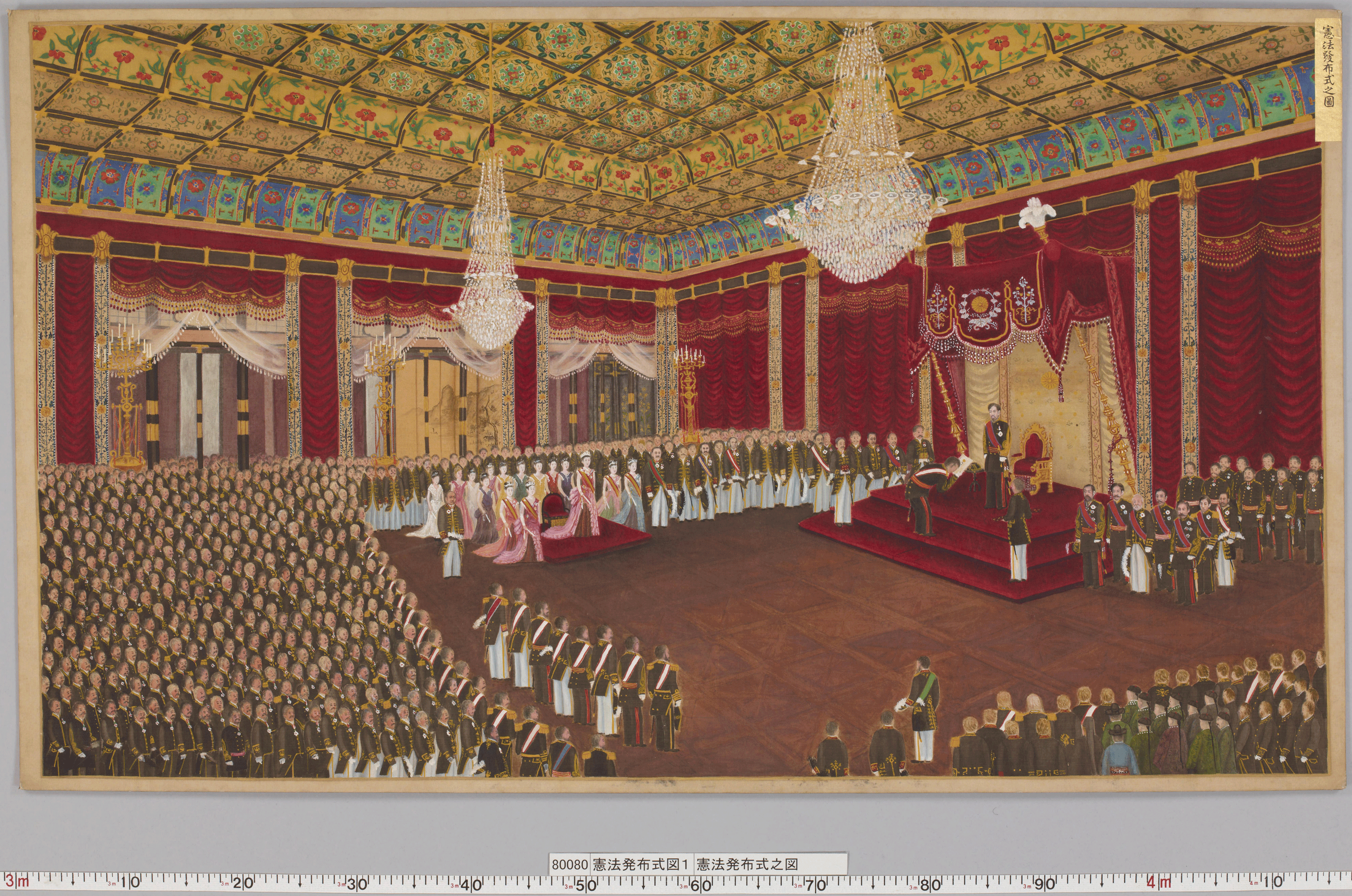
大日本帝国憲法発布式之図　1890年(明治23年)

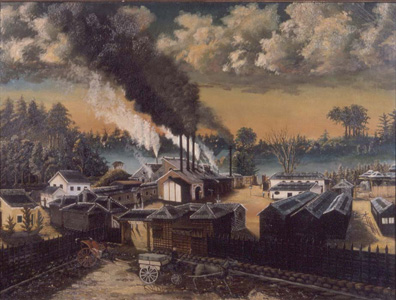
三田製紙所の図　紙の博物館蔵 1880年(明治13年)

1842年（天保13年）薩摩藩の私領である宮之城領主・島津久治の御付人を勤める児玉家の三男児玉宗次郎実富として生まれる。
1860年(万延元年)床次家の養子となり床次家を継ぐ。通称は正蔵。島津久光の次男島津久治の小納戸役を務める。床次家は本性は紀氏で武内宿禰の流れをくむ家系と称し源頼朝のころに大隅国に入り後、島津家の家臣になり鹿児島に移ったとされている。
床次は剣を新陰流に学び薩摩藩内では剣名は高かったと言われている。
7歳で日本画（狩野派）の能勢一清の弟子になり日本画を学び始めている。床次は洋画家として知られるが、日本画も職業にできるほどの腕前だったと言われる。
幕末、島津久光の命で長崎に赴きイギリス軍艦の視察をする。薩摩藩は薩英戦争でイギリス艦の力を思い知ったためである。このとき乗ったイギリス軍艦で見た油絵の写実性に床次は驚き、以降独学で洋画を学ぶ（後に一時、仙台で梶原昇に油絵を習うが、梶原昇の技法も大したことはなく、事実上独学）。
明治維新期には、禁門の変・戊辰戦争に藩兵として参加する。その後一時鹿児島に戻るが、1871年（明治4年）廃藩置県前の御親兵の一員として上京。1872年（明治5年）には司法省に入り検事補、1877年（明治10年）宮城県上等裁判所検事、1878年（明治11年）東京地方裁判所検事を歴任。1877年（明治10年）西南戦争が起きた際には宮城県上等裁判所検事として仙台に赴任していたが、西郷軍に参加しようと仙台を発つ。しかし床次が東京まで来た時に西郷がすでに敗れ城山に追いつめられている状況が伝わり西郷軍に加わることは断念し仙台に戻る。1879年（明治12年）来日中のグラント将軍（前アメリカ大統領）像を画いたことが新聞に載り画家として知られる。1880年（明治13年）裁判所を辞め画業に専念する。
知られているところでは1877年（明治10年）松島の絵を2点画き、1点を宮中に献上し、1879年（明治12年）グラント将軍像、1880年（明治13年）三田製紙所の図、1881年（明治14年）伊藤博文像、1882年（明治15年）勅命で日光名勝図、1887年（明治20年）西郷南洲像、1890年（明治23年）帝国憲法発布の式場・祝宴図など8画を画く。
一時はイタリアへ留学し本格的に絵を学ぼうとも考えたが、町田久成が企画した事業の連帯保証人となっていたことが仇となる。町田の借金を肩代わりする羽目となり、北豊島郡下谷に持っていた8000坪もの屋敷地を売り払い、一家は困窮する。1882年（明治15年）官職に復帰し宮内省御用掛、1884年（明治17年）農商務省御用掛、1889年（明治22年）以降はまた司法省に戻って検事・判事を務める。墓所は多磨霊園。

## 伝記
床次正精の伝記本は出版されていないが、1906年（明治39年）、洋画家黒田清輝が美術雑誌『光風』に床次の伝記を書いている。黒田清輝は薩摩藩士出身で黒田の父と床次正精は知り合いで床次は黒田の父の肖像を描いている。その縁で黒田清輝も床次と面識があり、床次の死後伝記を書く。

## 西郷隆盛肖像画
西郷は生前、自分の写真を残していないため西郷の顔は現代では正確にはわからない。西郷の肖像画で有名なものはエドアルド・キヨッソーネ作のものであるが、キヨッソーネは西郷に会ったことはなく、親族の西郷従道や大山巌の顔を参考にして想像で描いている。それに対して薩摩藩士族の床次は西郷隆盛と面識があり、西郷の死後の1887年（明治20年）、自分が西郷に会った記憶を頼りに何十枚も西郷の絵を画き、それを西郷従道や黒田清隆、三島通庸など西郷隆盛に近いところにいた人々に見せて意見を聞き修正を加え、西郷隆盛像を完成させた。西郷の顔を実際に知っている人々で作り上げた床次作西郷像は実際の西郷によく似ていると言われている。

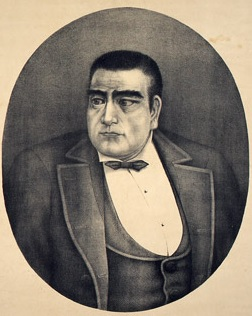
床次正精、西郷南洲（西郷隆盛）肖像、1887年 (明治20年)
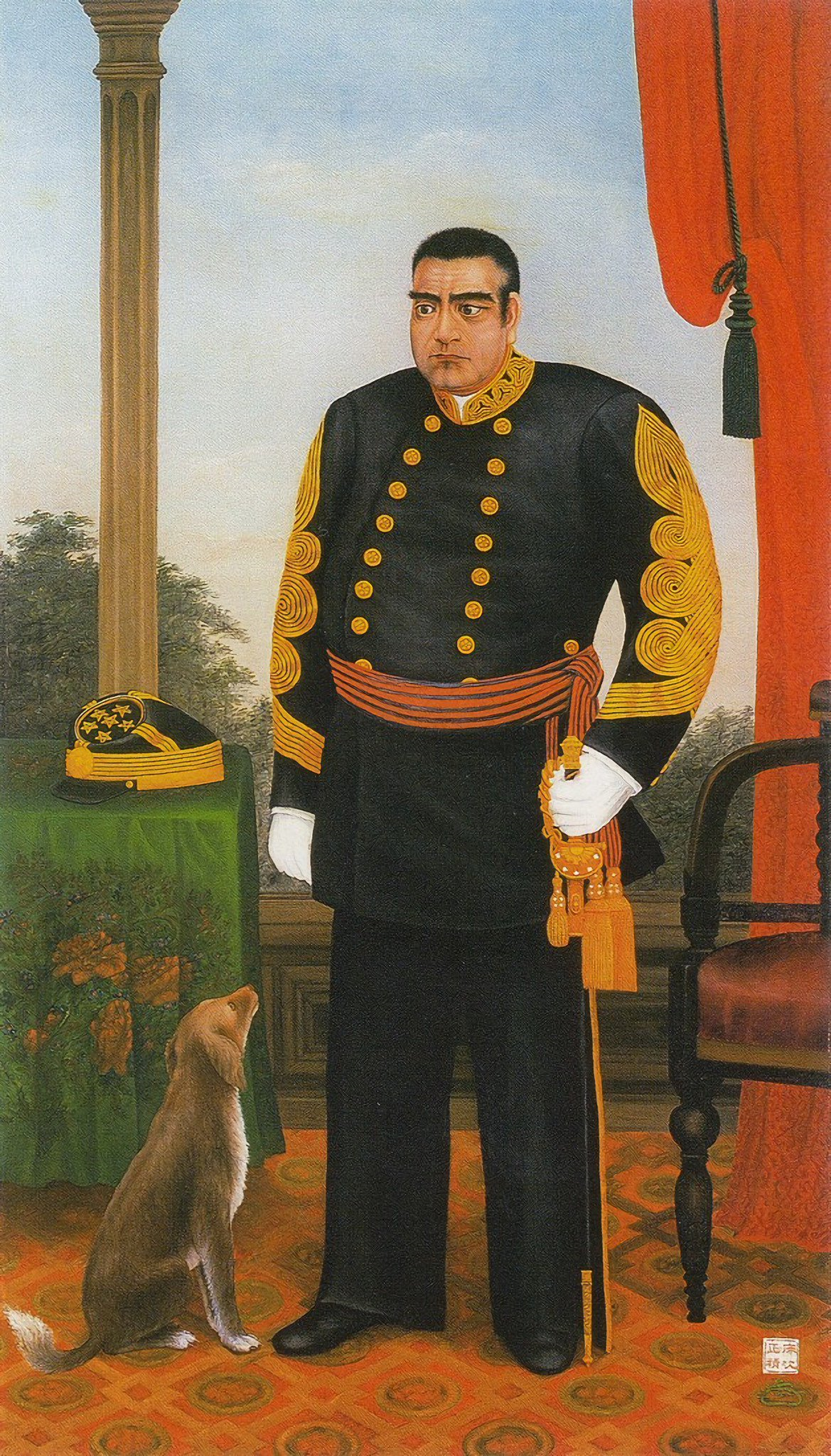
床次正精、西郷肖像、1887年 (明治20年)、鹿児島市立美術館蔵
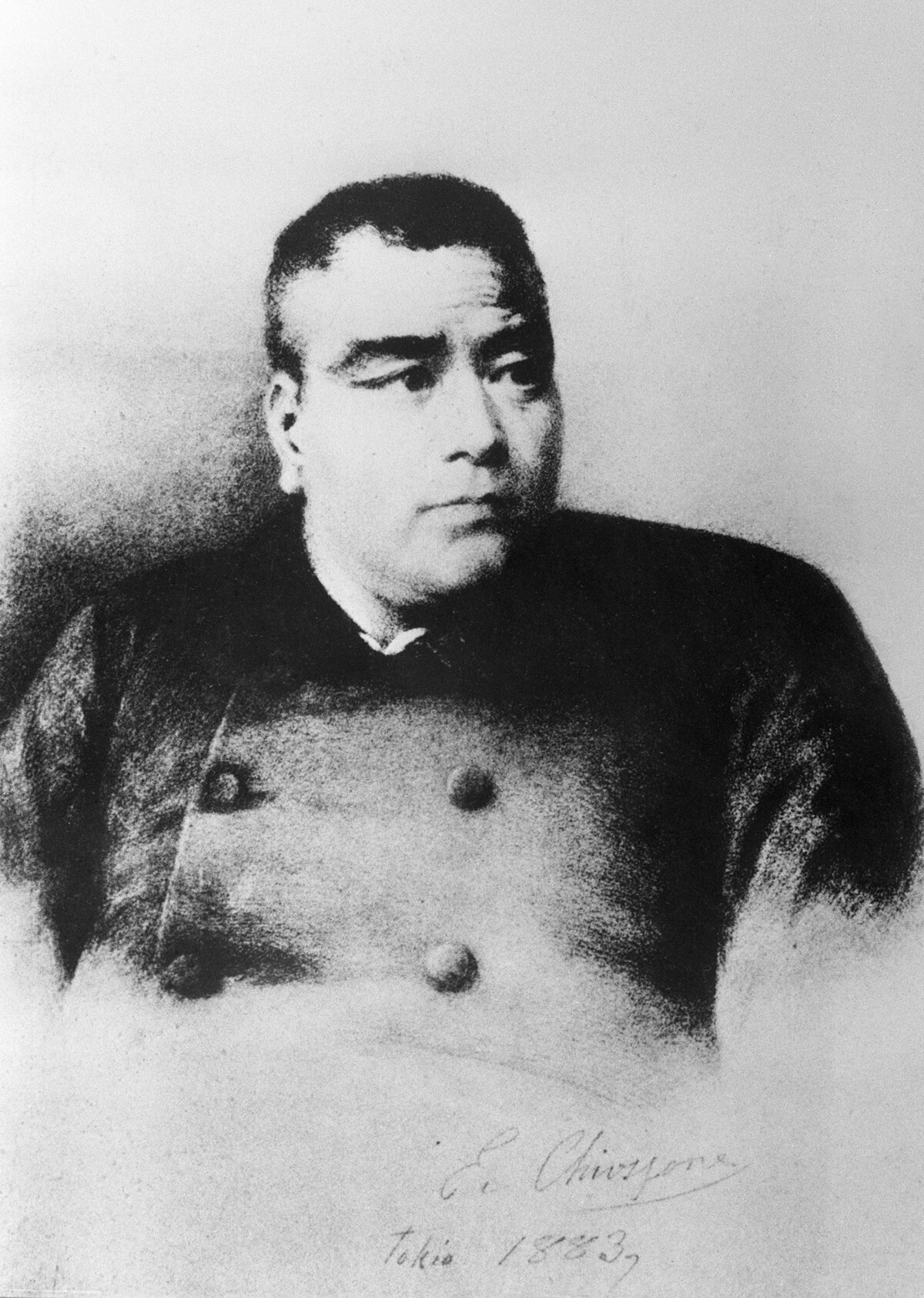
エドアルド・キヨッソーネの著名な版画・西郷南洲（西郷隆盛）肖像（キヨッソーネは西郷にあったことはなく西郷の親戚を参考に想像で描写）

## 評価
テレビ東京のテレビ番組『開運!なんでも鑑定団』2009年8月23日放送回で床次正精の油絵が出品され、400万円の鑑定がついている。作品の保存状態が良かったならば500万円以上だったともしている。番組によれば床次正精は明治初期の日本の洋画黎明期の画家であるため、現代では床次の絵は20点ほどしか現存していないとのこと。

## 作品
| タイトル     | 制作年               | 技法・素材       | サイズ（cm）              | 所蔵先           | 備考 |
| ------------ | -------------------- | ---------------- | ------------------------- | ---------------- | --- |
| 噴火山之光景 | 1883年（明治16年）   | 油彩・キャンバス | 62.5x212.4                | 三の丸尚蔵館     | 故郷の桜島を描く。 |
| 西郷肖像     | 1887年 (明治20年)    | 油彩・キャンバス | 181x103.5                 | 鹿児島市立美術館 | |
| 憲法発布式図 | 1890年（明治23年）   | 油彩・キャンバス | 約68.0～70.9x約98.3~127.0 | 三の丸尚蔵館     | 「憲法発布式之図」「賢所御親祭之図」「観兵式臨幸之図」「豊明殿御陪食之図」「舞楽殿御覧之図」「南溜間御陪食之図」「宮内省楼上御陪食之図」の8図 |
| 妙義山       |                      | 油彩・キャンバス | 54.7x100.3                | 鹿児島市立美術館 | |
| 富士         | 1890年（明治23年）頃 | 油彩・キャンバス | 53.7x80.7                 | 鹿児島市立美術館 | |
| 髑髏         | 制作年不詳           | 油彩・キャンバス | 22.4x43.2                 | 鹿児島市立美術館 | 山岡鉄舟賛 |
| 福山城       | 制作年不詳           |                  |                           | 石橋美術館       | |
| 松島図       | 制作年不詳           | 油彩・キャンバス | 59.6x90                   | 宮城県美術館     | |
| 老人像       | 明治中期頃           | 油彩・キャンバス | 42.6x30.5                 | 星野画廊         | 下記の男性肖像の父親か |
| 男性肖像     | 明治中期頃           | 油彩・キャンバス | 65.5x45.8                 | 星野画廊         | 正装姿に数々の勲章を身に付けており、薩摩藩出身の高官と考えられる。                                                                            |
| 月夜         | 明治中期頃           | 油彩・キャンバス | 45.3x65.0                 | 星野画廊         | 床次作品としては珍しい風景画。画廊は床次の遠縁から入手。キャンバスはイギリスWinsor&Newton製。                                                 |